# Psyllaephagus
Psyllaephagus is een geslacht van vliesvleugeligen uit de familie Encyrtidae. De wetenschappelijke naam van dit geslacht is voor het eerst geldig gepubliceerd in 1900 door Ashmead.

## Soorten
Het geslacht Psyllaephagus omvat de volgende soorten:
- Psyllaephagus abbreviatus (Hoffer, 1963)
- Psyllaephagus abyssus Riek, 1962
- Psyllaephagus acaciae Noyes, 1988
- Psyllaephagus aeneoculex (Girault, 1929)
- Psyllaephagus africanus Prinsloo, 1985
- Psyllaephagus agonoscemae Ferrière, 1961
- Psyllaephagus aizawlensis Singh, 1996
- Psyllaephagus albiclava (Girault, 1915)
- Psyllaephagus albicrus Prinsloo, 1981
- Psyllaephagus alexion Noyes & Hanson, 1996
- Psyllaephagus alienus Riek, 1962
- Psyllaephagus aligarhensis Shafee, Alam & Agarwal, 1975
- Psyllaephagus amotus Sharkov, 1995
- Psyllaephagus anna (Girault, 1938)
- Psyllaephagus aquilus Riek, 1962
- Psyllaephagus arctatus Riek, 1962
- Psyllaephagus arduus Riek, 1962
- Psyllaephagus arenarius Trjapitzin, 1967
- Psyllaephagus arenicola (Trjapitzin, 1968)
- Psyllaephagus argutus Riek, 1962
- Psyllaephagus arsanes (Walker, 1839)
- Psyllaephagus arytainae Prinsloo, 1981
- Psyllaephagus ascitus Riek, 1962
- Psyllaephagus asser Riek, 1962
- Psyllaephagus atavus Riek, 1962
- Psyllaephagus atratus Riek, 1962
- Psyllaephagus attenuatus Riek, 1962
- Psyllaephagus auricorpus (Girault, 1915)
- Psyllaephagus australiensis (Girault, 1914)
- Psyllaephagus avus Riek, 1962
- Psyllaephagus baccharidis Tavares & Perioto, 1993
- Psyllaephagus badchysi Myartseva, 1980
- Psyllaephagus basileus Riek, 1962
- Psyllaephagus belanensis (Hoffer, 1963)
- Psyllaephagus bengalensis Hayat, 2003
- Psyllaephagus bicolor Prinsloo, 1981
- Psyllaephagus blandus Riek, 1962
- Psyllaephagus bliteus Riek, 1962
- Psyllaephagus boletus Riek, 1962
- Psyllaephagus bolus Riek, 1962
- Psyllaephagus bouceki Trjapitzin, 1967
- Psyllaephagus brachiatus Riek, 1962
- Psyllaephagus brevicornis (Girault, 1926)
- Psyllaephagus breviramus Berry, 2007
- Psyllaephagus broccus Riek, 1962
- Psyllaephagus bruchus Riek, 1962
- Psyllaephagus bulgaricus Hoffer, 1977
- Psyllaephagus burnsi (Girault, 1921)
- Psyllaephagus caillardiae Sugonjaev, 1968
- Psyllaephagus callainus Prinsloo, 1981
- Psyllaephagus calligonicola Myartseva, 1978
- Psyllaephagus capeneri Prinsloo, 1981
- Psyllaephagus capitatus (Girault, 1915)
- Psyllaephagus carinatus Riek, 1962
- Psyllaephagus cellinini (Girault, 1915)
- Psyllaephagus cellulatus Waterston, 1922
- Psyllaephagus channingi (Girault, 1913)
- Psyllaephagus chianganus Prinsloo, 1981
- Psyllaephagus cholcinellus Myartseva, 1978
- Psyllaephagus cicada (Girault, 1915)
- Psyllaephagus cincticrus Prinsloo, 1981
- Psyllaephagus cinctorum (Girault, 1923)
- Psyllaephagus claripes Trjapitzin, 1967
- Psyllaephagus clarus Riek, 1962
- Psyllaephagus colposceniae Trjapitzin, 1969
- Psyllaephagus compactus (Girault, 1923)
- Psyllaephagus concisus Riek, 1962
- Psyllaephagus cornuatus Riek, 1962
- Psyllaephagus cornuphagus Riek, 1962
- Psyllaephagus cornwallensis Berry, 2007
- Psyllaephagus creusa Noyes & Hanson, 1996
- Psyllaephagus dealbatae (Risbec, 1959)
- Psyllaephagus densiciliatus Tan & Zhao, 1999
- Psyllaephagus desertus Sugonjaev, 1968
- Psyllaephagus dignus Riek, 1962
- Psyllaephagus discretus Riek, 1962
- Psyllaephagus dispar Prinsloo, 1981
- Psyllaephagus dius (Girault, 1915)
- Psyllaephagus domitius Noyes & Hanson, 1996
- Psyllaephagus dyari (Girault, 1915)
- Psyllaephagus egeirotriozae Trjapitzin, 1965
- Psyllaephagus elaeagni Trjapitzin, 1967
- Psyllaephagus emarginatus Riek, 1962
- Psyllaephagus emersoni (Girault, 1913)
- Psyllaephagus epulo Noyes & Hanson, 1996
- Psyllaephagus euphyllurae (Masi, 1911)
- Psyllaephagus excisus Riek, 1962
- Psyllaephagus exiguus Riek, 1962
- Psyllaephagus facetus Riek, 1962
- Psyllaephagus facilis Riek, 1962
- Psyllaephagus faustus Riek, 1962
- Psyllaephagus femoralis Borelli, 1920
- Psyllaephagus flabellatus (Girault, 1928)
- Psyllaephagus fulvipes Erdös, 1957
- Psyllaephagus fundus Riek, 1962
- Psyllaephagus funiculus Riek, 1962
- Psyllaephagus furvus Prinsloo, 1981
- Psyllaephagus garuga S. Singh, 2011
- Psyllaephagus gemitus Riek, 1962
- Psyllaephagus georgicus Yasnosh & Japoshvili, 1999
- Psyllaephagus gorodkovi Trjapitzin, 1986
- Psyllaephagus grotii (Girault, 1915)
- Psyllaephagus guttatipes (Girault, 1915)
- Psyllaephagus gyces Noyes & Hanson, 1996
- Psyllaephagus hammadae Myartseva, 1981
- Psyllaephagus hardyi (Girault, 1922)
- Psyllaephagus hegeli (Girault, 1915)
- Psyllaephagus hibiscusae (Risbec, 1952)
- Psyllaephagus hirtus Riek, 1962
- Psyllaephagus howardii (Girault, 1915)
- Psyllaephagus hyperboreus Trjapitzin, 1986
- Psyllaephagus intermedius (Mercet, 1921)
- Psyllaephagus io Prinsloo, 1985
- Psyllaephagus irvingi (Girault, 1922)
- Psyllaephagus iwayaensis Ishii, 1928
- Psyllaephagus latiscapus Xu, 2000
- Psyllaephagus loginovae Trjapitzin, 1986
- Psyllaephagus longifuniculus Xu, 2000
- Psyllaephagus longissimus Riek, 1962
- Psyllaephagus longistylus (Girault, 1929)
- Psyllaephagus longiventris Trjapitzin, 1964
- Psyllaephagus lucaris Prinsloo, 1981
- Psyllaephagus lusitanicus (Mercet, 1921)
- Psyllaephagus macrohomotoma Singh & Agarwal, 1993
- Psyllaephagus marianus Hoffer, 1970
- Psyllaephagus mazzinini (Girault, 1915)
- Psyllaephagus medvedevi Trjapitzin, 1986
- Psyllaephagus merceti Ferrière, 1961
- Psyllaephagus mercurius (Girault, 1922)
- Psyllaephagus mesohomotoma Singh & Agarwal, 1993
- Psyllaephagus minor Prinsloo, 1985
- Psyllaephagus minutellus (Girault, 1915)
- Psyllaephagus morulus Sharkov, 1995
- Psyllaephagus mycopsyllus Singh, 1996
- Psyllaephagus nartshukae Trjapitzin, 1986
- Psyllaephagus neoxenus Riek, 1962
- Psyllaephagus niger (Riek, 1962)
- Psyllaephagus nigricoxalis Myartseva, 1982
- Psyllaephagus nikolskajae (Trjapitzin, 1964)
- Psyllaephagus nipponicus (Ishii, 1928)
- Psyllaephagus novipurpureus (Girault, 1915)
- Psyllaephagus obscurus Myartseva, 1980
- Psyllaephagus ogazae Sugonjaev, 1968
- Psyllaephagus oleae Prinsloo, 1981
- Psyllaephagus ornatus Prinsloo, 1981
- Psyllaephagus othrys Noyes & Hanson, 1996
- Psyllaephagus pachypsyllae (Howard, 1885)
- Psyllaephagus pallidipes (Girault, 1915)
- Psyllaephagus paradoxus Riek, 1962
- Psyllaephagus parvus Riek, 1962
- Psyllaephagus pauliani (Risbec, 1952)
- Psyllaephagus pegasus (Girault, 1923)
- Psyllaephagus penni (Girault, 1913)
- Psyllaephagus perendinus Robinson, 1970
- Psyllaephagus perplexus Riek, 1962
- Psyllaephagus peyelae (Ashmead, 1904)
- Psyllaephagus phacopteron S. Singh, 2011
- Psyllaephagus phylloplectae Sushil & Khan, 1995
- Psyllaephagus phytolymae (Ferrière, 1931)
- Psyllaephagus pilosus Noyes, 1988
- Psyllaephagus pistaciae Ferrière, 1961
- Psyllaephagus populi Trjapitzin, 1964
- Psyllaephagus porus (Trjapitzin, 1967)
- Psyllaephagus positus Riek, 1962
- Psyllaephagus probus Riek, 1962
- Psyllaephagus procerus (Mercet, 1921)
- Psyllaephagus prolatus Riek, 1962
- Psyllaephagus pulchellus (Mercet, 1921)
- Psyllaephagus pulcher Herthevtzian, 1979
- Psyllaephagus pulvinatus (Waterston, 1922)
- Psyllaephagus punctatiscutum (Girault, 1915)
- Psyllaephagus purpureus (Girault, 1915)
- Psyllaephagus quadrianellus Riek, 1962
- Psyllaephagus ramosus (Girault, 1913)
- Psyllaephagus resolutus Riek, 1962
- Psyllaephagus rhusae Prinsloo, 1981
- Psyllaephagus richardhenryi Berry, 2007
- Psyllaephagus rotundiformis (Howard, 1897)
- Psyllaephagus rubensi (Girault, 1932)
- Psyllaephagus saxaulicus Sugonjaev, 1968
- Psyllaephagus scutellaris (Szelényi, 1972)
- Psyllaephagus secus Prinsloo, 1981
- Psyllaephagus semicitripes (Girault, 1926)
- Psyllaephagus similis Riek, 1962
- Psyllaephagus smaragdinus (Hoffer, 1963)
- Psyllaephagus smaragdus (Girault, 1939)
- Psyllaephagus solanensis Sushil & Khan, 1995
- Psyllaephagus spondyliaspidis (Girault, 1939)
- Psyllaephagus spongitus (Girault, 1915)
- Psyllaephagus stenopsyllae (Tachikawa, 1963)
- Psyllaephagus subgiganteus (Girault, 1915)
- Psyllaephagus suburbis (Girault, 1926)
- Psyllaephagus syntomozae (Tachikawa, 1955)
- Psyllaephagus taborita (Hoffer, 1963)
- Psyllaephagus taiwanus Xu, 2000
- Psyllaephagus tamaricicola Myartseva, 1979
- Psyllaephagus tarsius (Riek, 1962)
- Psyllaephagus tegularis (Mercet, 1921)
- Psyllaephagus tekeddyensis Singh & Agarwal, 1993
- Psyllaephagus terraefilius (Girault, 1938)
- Psyllaephagus tessmannii Tamesse & Tiyo, 2008
- Psyllaephagus thonis Noyes & Hanson, 1996
- Psyllaephagus tokgaevi Myartseva, 1979
- Psyllaephagus trellesi (Blanchard, 1964)
- Psyllaephagus tricosus Sharkov, 1995
- Psyllaephagus trioziphagus (Howard, 1885)
- Psyllaephagus trjapitzini Myartseva & Martínez, 2003
- Psyllaephagus turanicus Myartseva, 1981
- Psyllaephagus turbulentus (Girault, 1920)
- Psyllaephagus turkmenicus (Myartseva, 1979)
- Psyllaephagus turneri (Girault, 1925)
- Psyllaephagus tyche Noyes & Hanson, 1996
- Psyllaephagus tyrrheus Myartseva, 1978
- Psyllaephagus ufens Noyes & Hanson, 1996
- Psyllaephagus umbro (Walker, 1839)
- Psyllaephagus uncinatus Riek, 1962
- Psyllaephagus unus Riek, 1962
- Psyllaephagus utilis Riek, 1962
- Psyllaephagus vastus Prinsloo, 1981
- Psyllaephagus viridis Prinsloo, 1981
- Psyllaephagus viridiscutellum (Girault, 1915)
- Psyllaephagus westralis Riek, 1962
- Psyllaephagus worcesteri (Girault, 1915)
- Psyllaephagus wundti (Girault, 1915)
- Psyllaephagus xenus Riek, 1962
- Psyllaephagus xi Riek, 1962
- Psyllaephagus xuthus (Walker, 1839)
- Psyllaephagus yaseeni Noyes, 1990
- Psyllaephagus ypsilon Riek, 1962
- Psyllaephagus zameis (Walker, 1839)
- Psyllaephagus zdeneki Noyes & Fallahzadeh, 2005